# Bánffydongó
Bánffydongó (románul Dângău Mare) falu Romániában, Kolozs megyében.

## Története
Első írásos említése 1768-ból származik. 1880 előtt Egerbegy (Agârbiciu) része volt.
Az 1009-ben alapított erdélyi püspökség uradalmához tartozott. Már 1850-ben teljesen románok lakta település, később néhány magyar lakja ugyan, de az 1992-es adatok szerint lakossága 564 ortodox vallású román. A falu a trianoni békeszerződésig Kolozs vármegye Gyalui járásához tartozott.

## Nevezetesség
- Szent Györgyről elnevezett fatemploma - Építését a 18. századra teszik, építőmesterének loanu  Gaveanu-t valószínűsítik, aki a Románnádasi templomot is építette. 1862-ben építik át a templomot. Harangja 1869-ből való. A temkplom hajója és előcsarnoka négyszög-alaprajzú, melyhez keskenyebb, poligonális szentély csatlakozik. Déli oldala mentén nyitott tornác fut végig. Az előcsarnok fölött magasodó torony négy kis fiatornyú.